# Lufkin Esporte Clube (voleibol feminino)
O  Lufkin Esporte Clube  foi uma entidade desportiva, fundando em 1986, entre as modalidades  que obtiveram destaque estavam os  departamentos de atletismo e voleibol. No voleibol conquistou um título nacional e dois títulos estaduais.

## História
Em meados de 1984 criou-se o Lufkin Recreativo, e no início de 1985 montou-se um time feminino para fazer frente aos grandes clubes da época do voleibol feminino, com a parceria entre a multinacional Cooper Tools e a Prefeitura de Sorocaba, contratando o técnico Radamés Lattari e sondavam a contratação de Vera Mossa , no elenco tinha Luiza Machado, Ida Álvares, Regina Uchôa, Mônica Caetano Cristina Rosa e Blenda Bartels, a equipe foi vice-campeã da Copa Ouro de 1985, promovida pela Federação Paulista de Volleyball.
Em 1986, assumiu como diretor técnico Paulo Sevciuc, conhecido como Paulo Russo, após sexto lugar no campeonato nacional de 1985, permaneceu Mônica Caetano, contratou: Sílvia Montanarini, Raquel Centeno, Cláudia Trabulsi, Joercy Lurdes Buccieri,  Silvana Kühl e Irena Figerova, sob o comando da técnica Irma Agulha, no elenco estavam: Adriana Mascarenhas, Elianayde dos Santos,  Maria Cristina de Souza, Cintia Filpo e Claudinha Cruz.Em 1987, o então, vice-presidente Arpad Molnar,  existia a possibilidade de transferência da sede do clube para a cidade de São Bernardo do Campo para se aproximar mais do grande centro esportivo, posteriormente a mudança seria para o Rio de Janeiro, e a empresa Lufkin patrocinaria a ADC Bradesco Atlântica, renovando os contratos de Ana Richa e Denise Souza, também do técnico Marco Aurélio Motta, em março daquele ano foi anunciado a mudança para o Rio de Janeiro, ano da conquista do primeiro título nacional e do campeonato estadual.
Em 1988, sagra-se bicampeão estadual e conquistou pela primeira vez o Másters de Vôlei no ginásio do Maracanãzinho, derrotando a AA Supergasbrás, com destaque da atacante Lica Oliveira e disputou a final da Liga Nacional de 1988-89 e finalizou com o vice-campeonato, sendo última temporada do departamento do voleibol.

## Voleibol feminino

### Títulos e resultados
Campeonato Brasileiro
- Campeão: 1987
- Vice-campeão:1988-89
- Sexto lugar:1985

Campeonato Carioca
- Campeão: 1987 e 1988